# В'ячеслав Харнаж
Харнаж В'ячеслав (рум. Viaceslav Harnaj; 7 листопада 1917 року, Баймаклія, Каушенський район, Молдова — 28 жовтня 1988, Бухарест, Румунія) — румунський науковець, бджоляр, інженер, професор, доктор наук. У 1965—1985 рр. президент Апімондії, потім почесний. Почесний член Академії вчених Румунії.
Закінчив з відзнакою magna cum laude Політехнічний університет Бухареста (1945), інженер-конструктор.
У 1946—1974 рр. на викладацькій роботі, професор.
У 1957—1982 рр. президент Румунської асоціації бджолярів.
Засновник в 1974 році Інституту з досліджень та розвитку бджільництва. Сприяв розвитку апітерапії.
Автор понад 150 робіт.